# Rockland (Wisconsin)
Rockland ist eine Gemeinde (mit dem Status „Village“) im La Crosse County im US-amerikanischen Bundesstaat Wisconsin. Im Jahr 2010 hatte Rockland 594 Einwohner.
Rockland ist Bestandteil der bundesstaatenübergreifenden Metropolregion La Crosse Metropolitan Area.

## Geografie
Rockland liegt am südlichen Ufer des La Crosse River, der 34 km westlich in den die Grenze zu Minnesota bildenden Mississippi mündet. Der am Mississippi gelegene Schnittpunkt der drei Bundesstaaten Wisconsin, Minnesota und Iowa befindet sich 67,8 km südsüdwestlich.
Rockland liegt in der Driftless Area genannten eiszeitlich geformten Region, die sich über das südöstliche Minnesota, das südwestliche Wisconsin, das nordöstliche Iowa und das äußerste nordwestliche Illinois erstreckt. Bei der letzten Eiszeit, der so genannten Wisconsin Glaciation, blieb die Region eisfrei, sodass sich die Flusstäler auch während dieser Zeit tiefer in das Plateau einschneiden konnten.
Die geografischen Koordinaten von Rockland sind 43°54′23″ nördlicher Breite und 90°55′09″ westlicher Länge. Das Ortsgebiet erstreckt sich über eine Fläche von 1,5 km².
Nachbarorte von Rockland sind Sparta (11,5 km ostnordöstlich), Cashton (27,5 km südöstlich), West Salem (14,3 km westlich) und Mindoro (23,8 km nordwestlich).
Die nächstgelegenen größeren Städte sind Green Bay am Michigansee (293 km ostnordöstlich), Wisconsins größte Stadt Milwaukee (306 km ostsüdöstlich), Wisconsins Hauptstadt Madison (198 km südöstlich), Rockford in Illinois (305 km in der gleichen Richtung), die Quad Cities in Illinois und Iowa (303 km südlich), Cedar Rapids in Iowa (289 km südsüdwestlich), Rochester in Minnesota (145 km westlich) und die Twin Cities in Minnesota (267 km nordwestlich).

## Verkehr
Die Interstate 90 verläuft in West-Ost-Richtung entlang der südlichen Ortsgrenze. Die County Highways U und J führen als Hauptstraße durch Rockland. Alle weiteren Straßen sind untergeordnete Landstraßen, teils unbefestigte Fahrwege sowie innerörtliche Verbindungsstraßen.
Entlang des La Crosse River verläuft für den Frachtverkehr eine Eisenbahnlinie der Canadian Pacific Railway.
Durch Rockland verläuft der La Crosse River State Trail, ein auf der Trasse einer ehemaligen Eisenbahnstrecke verlaufender Rail Trail für Wanderer und Radfahrer. Im Winter kann der Wanderweg auch mit Schneemobilen befahren werden.
Der nächste Flughafen ist der La Crosse Regional Airport, der 32,7 km westlich liegt.

## Bevölkerung
Nach der Volkszählung im Jahr 2010 lebten in Rockland 594 Menschen in 228 Haushalten. Die Bevölkerungsdichte betrug 396 Einwohner pro Quadratkilometer. In den 228 Haushalten lebten statistisch je 2,61 Personen. 
Ethnisch betrachtet setzte sich die Bevölkerung zusammen aus 93,9 Prozent Weißen, 2,0 Prozent Afroamerikanern, 0,5 Prozent amerikanischen Ureinwohnern, 2,7 Prozent Asiaten sowie 0,2 Prozent aus anderen ethnischen Gruppen; 0,7 Prozent stammten von zwei oder mehr Ethnien ab. Unabhängig von der ethnischen Zugehörigkeit waren 0,7 Prozent der Bevölkerung spanischer oder lateinamerikanischer Abstammung. 
25,8 Prozent der Bevölkerung waren unter 18 Jahre alt, 64,8 Prozent waren zwischen 18 und 64 und 9,4 Prozent waren 65 Jahre oder älter. 44,9 Prozent der Bevölkerung war weiblich.

Das mittlere jährliche Einkommen eines Haushalts lag bei 50.000 USD. Das Pro-Kopf-Einkommen betrug 21.625 USD. 11,2 Prozent der Einwohner lebten unterhalb der Armutsgrenze.